# Smenospongia cerebriformis
Smenospongia cerebriformis är en svampdjursart som först beskrevs av Duchassaing och Giovanni Michelotti 1864.  Smenospongia cerebriformis ingår i släktet Smenospongia och familjen Thorectidae.

## Underarter
Arten delas in i följande underarter:
- S. c. mexicana
- S. c. caliciformis
- S. c. divisa
- S. c. plana
- S. c. typica